# Berliner Tageblatt
Berliner Tageblatt var en tysk dagstidning, utgiven 1872–1939 i Berlin.
Berliner Tageblat var huvudorgan för Deutsche Demokratische Partei och utkom under mellankrigstiden två gånger dagligen, innehållande politiska, ekonomiska och kulturella artikar. Från 1906 var Theodor Wolff tidningen chefredaktör. Vid NSDAP:s maktövertagande 1933 tog partiet kontrollen över tidningen och den blev i stället organ för Deutsche Arbeitsfront. 1939 slogs tidningen samman med Deutsche Allgemeine Zeitung.